# 美馬市立江原中学校
美馬市立江原中学校（みましりつ えはらちゅうがっこう）は、徳島県美馬市脇町字曽江名にある公立中学校。

## 基礎データ
最寄駅
- JR徳島線穴吹駅

## 沿革
- 1947年 - 徳島県美馬郡江原中学校を設立。
- 1958年 - 徳島県美馬郡脇町江原中学校と改称。
- 2005年 - 市町村合併により美馬市立江原中学校となる。

## 校訓
- 勤労
- 誠実
- 友情

## 校歌
- 作詞: 金沢治
- 作曲: 近藤良三

## 通学区域が隣接している学校
- 美馬市立脇町中学校
- 美馬市立穴吹中学校
- 吉野川市立山川中学校
- 阿波市立阿波中学校
- 阿波市立市場中学校
- 香川県さぬき市立長尾中学校
- 香川県三木町立三木中学校
- 香川県高松市立塩江中学校

## 著名な出身者
- 白川恵翔（プロ野球選手）
- 藤田淳平（プロ野球選手）